# Однострій гірників

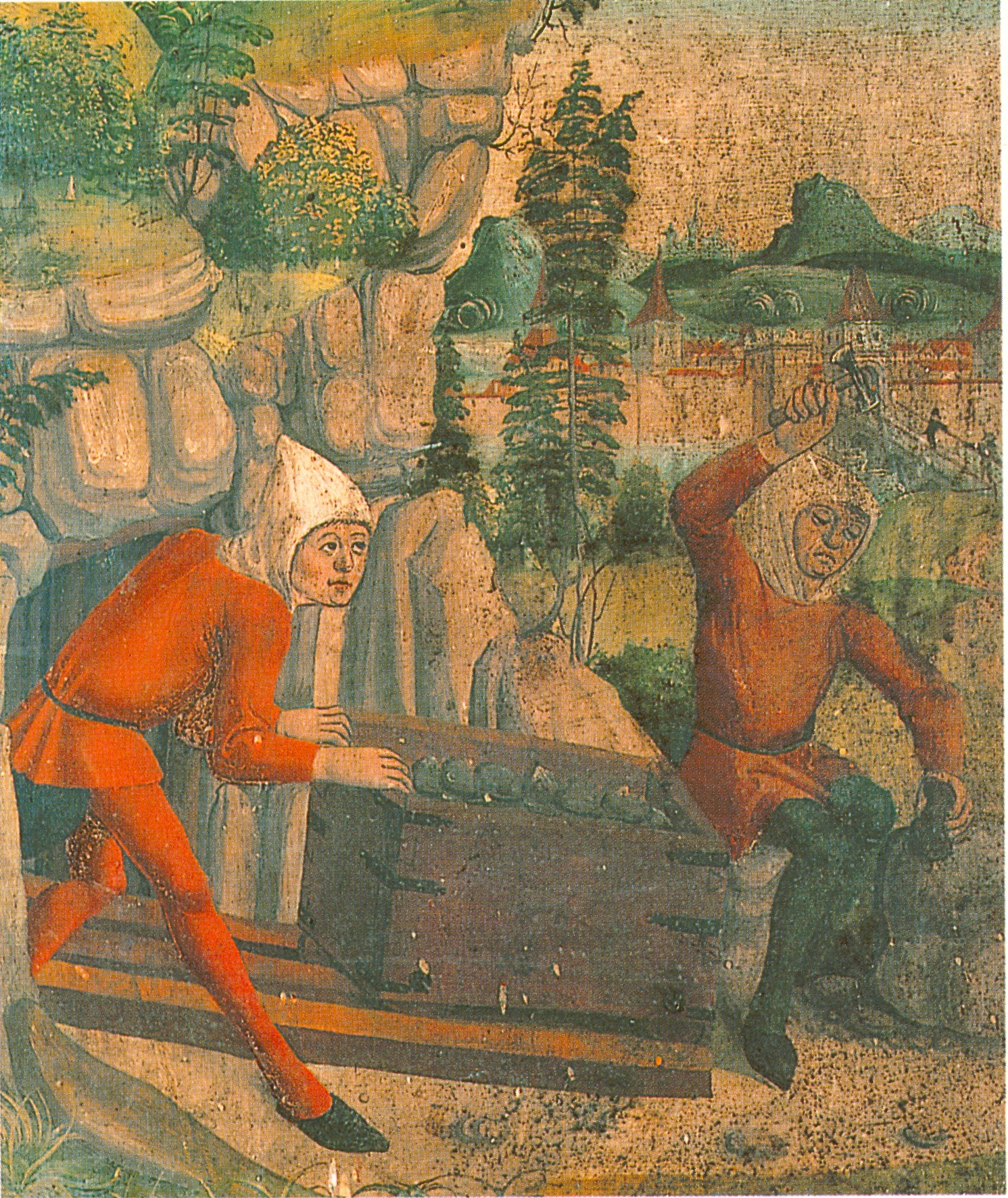

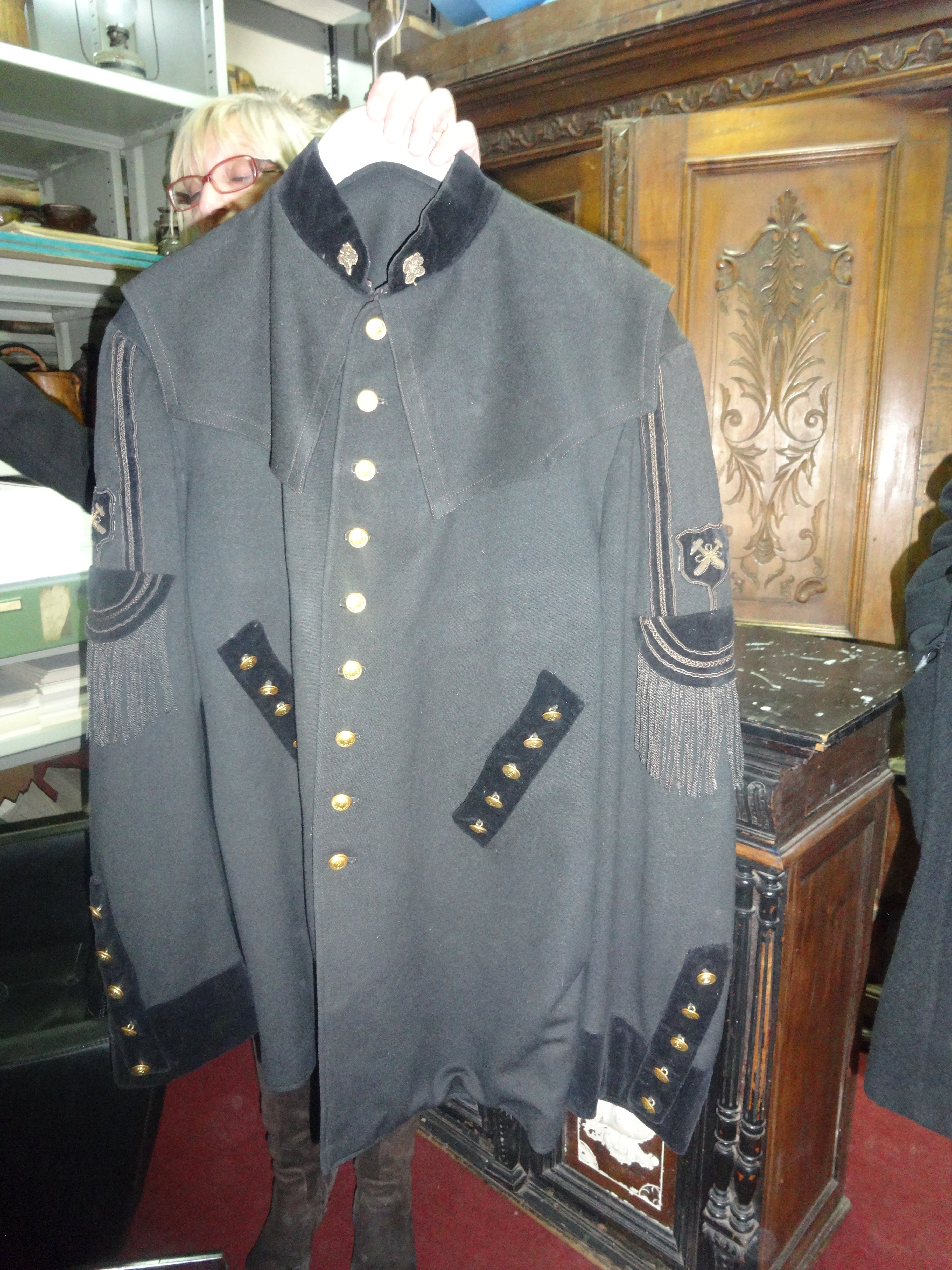
.

Однострій гірників — професійний одяг гірників, який походить від робочого одягу, що захищав гірника в складних умовах гірничих робіт.
Історично перший однострій гірників — це біла ряса ченців-цистерціанців, які освоювали рудні родовища середньовічної Європи.
У подальшому однострій гірників включав ознаки субординації керівного складу гірничих товариств.
Крім щоденного виділяли парадний однострій для гірничих церемоній, посвят і християнських свят.